# Pylon (Architektur)

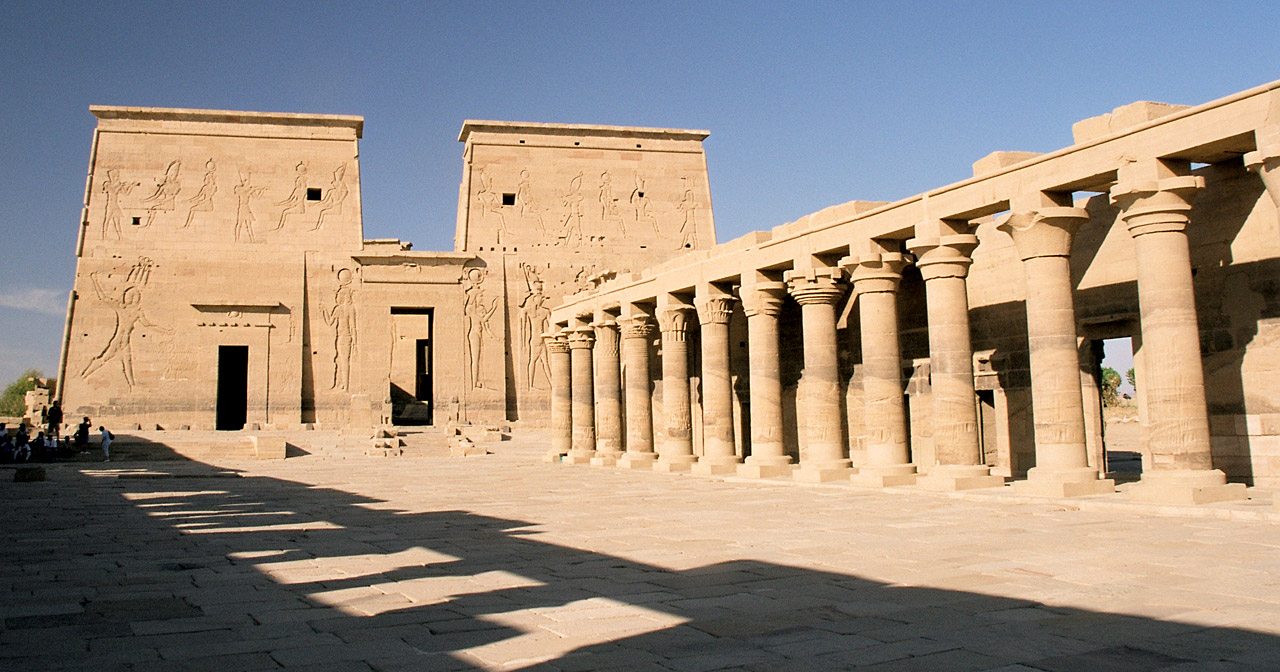
Erster Pylon der Tempelanlage von Philae

In der antiken ägyptischen und griechischen Architektur ist ein Pylon eine Toranlage mit Flankentürmen, die den Zugang zu einem Tempelbezirk (→ Pylon (Ägypten)) oder einer ähnlichen Anlage bildet. Die Pylonen können als weitgehend eigenständige Baukörper den Eingang flankieren oder miteinander zu einem kompakten, monumentalen Eingangsbau verbunden sein.

## Neuzeitliche Architektur

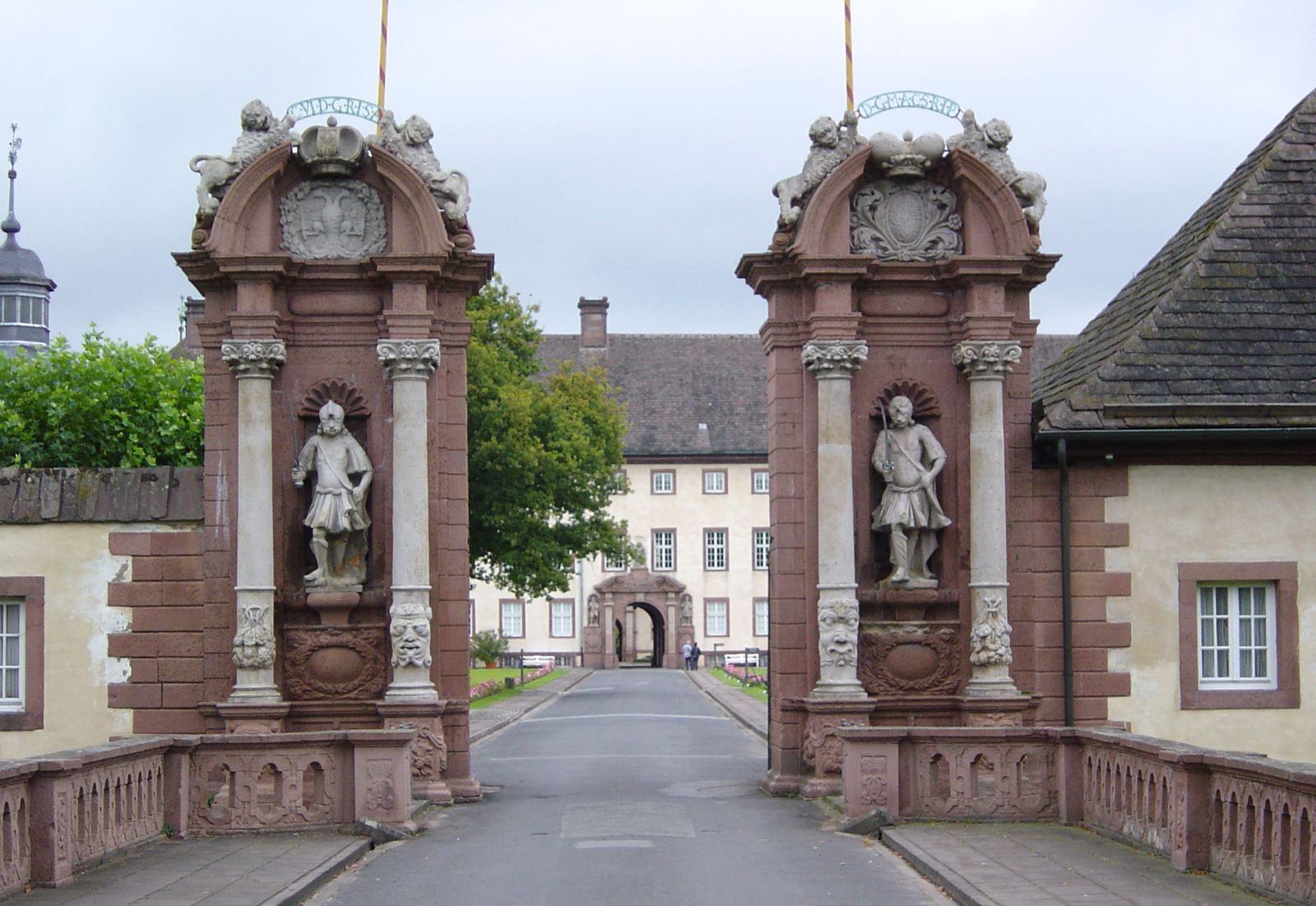
Barocke Pylonen flankieren den Eingang zum Kloster Corvey

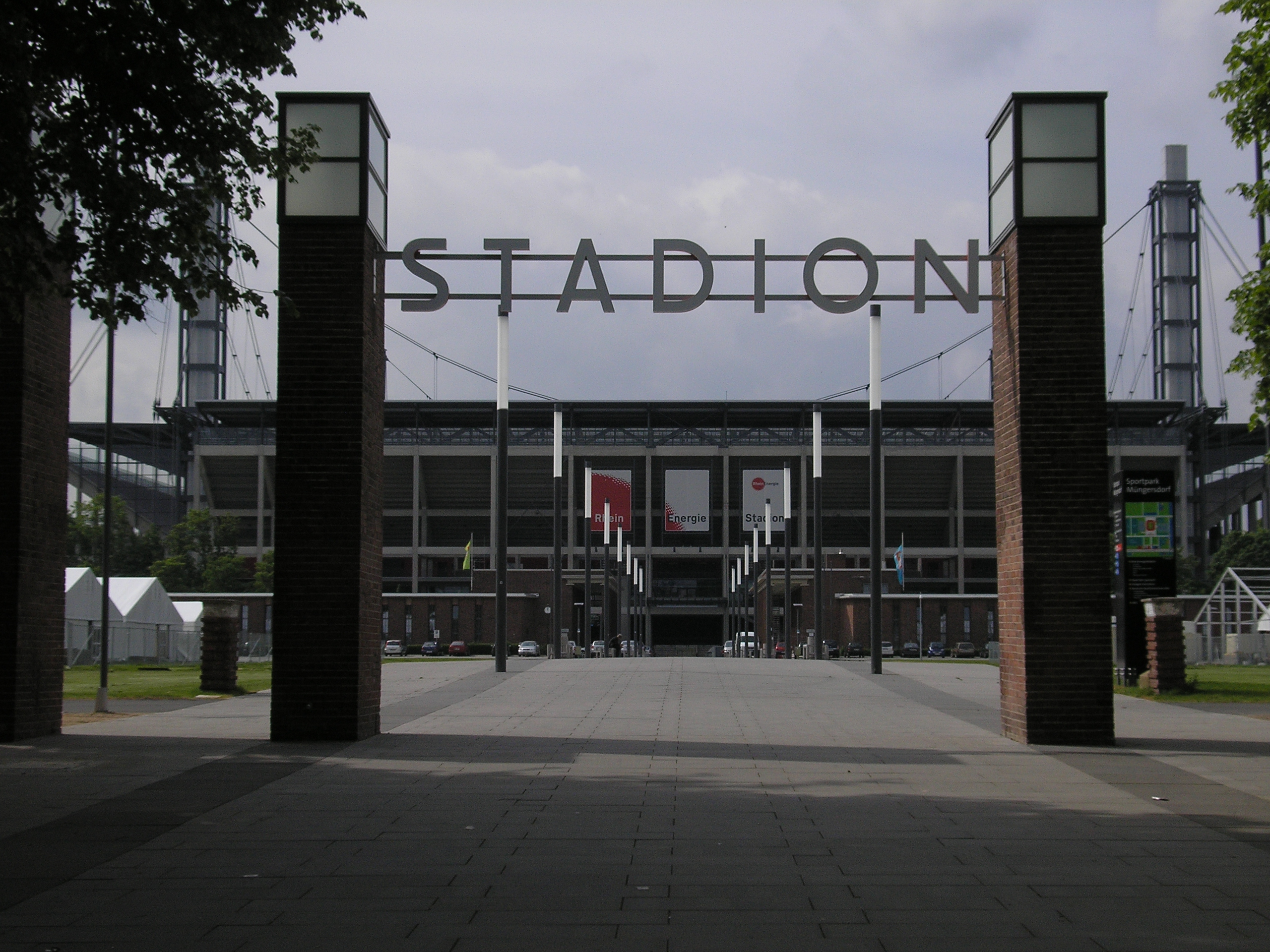
Rheinenergiestadion, Köln: Pylonen im traditionellen Sinn flankieren den Zugang. An Pylonen im technischen Sinn hängt das Dach.

In Anlehnung an die antiken Torbauten bezeichnen Pylonen in der neuzeitlichen Architektur massive, oft mit Bauplastik ausgestaltete Pfosten, die ein Eingangstor in einer Mauer oder einem Zaun flankieren. Besonders in der Baukunst des Barock und des Klassizismus fanden Pylonen bei der Gestaltung von Eingangstoren repräsentativer Bauten Anwendung.
In moderner Architektur werden in verschiedenen Gebäudearten Pylonen im Ingenieursinn (s. u.) verwendet.

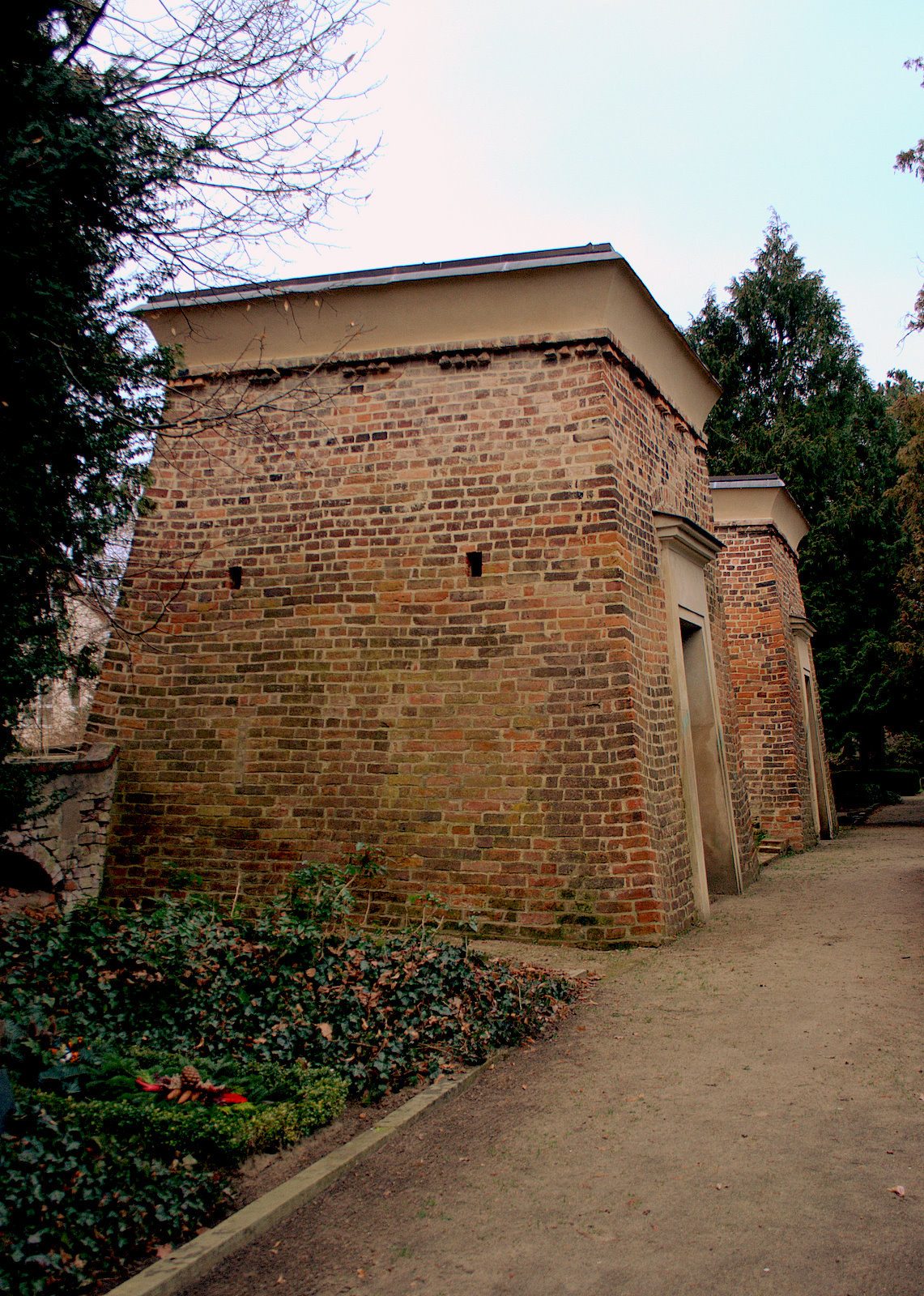
Klassizistische Pylonen (im antiken Sinn) auf dem alten Friedhof in Roßlau
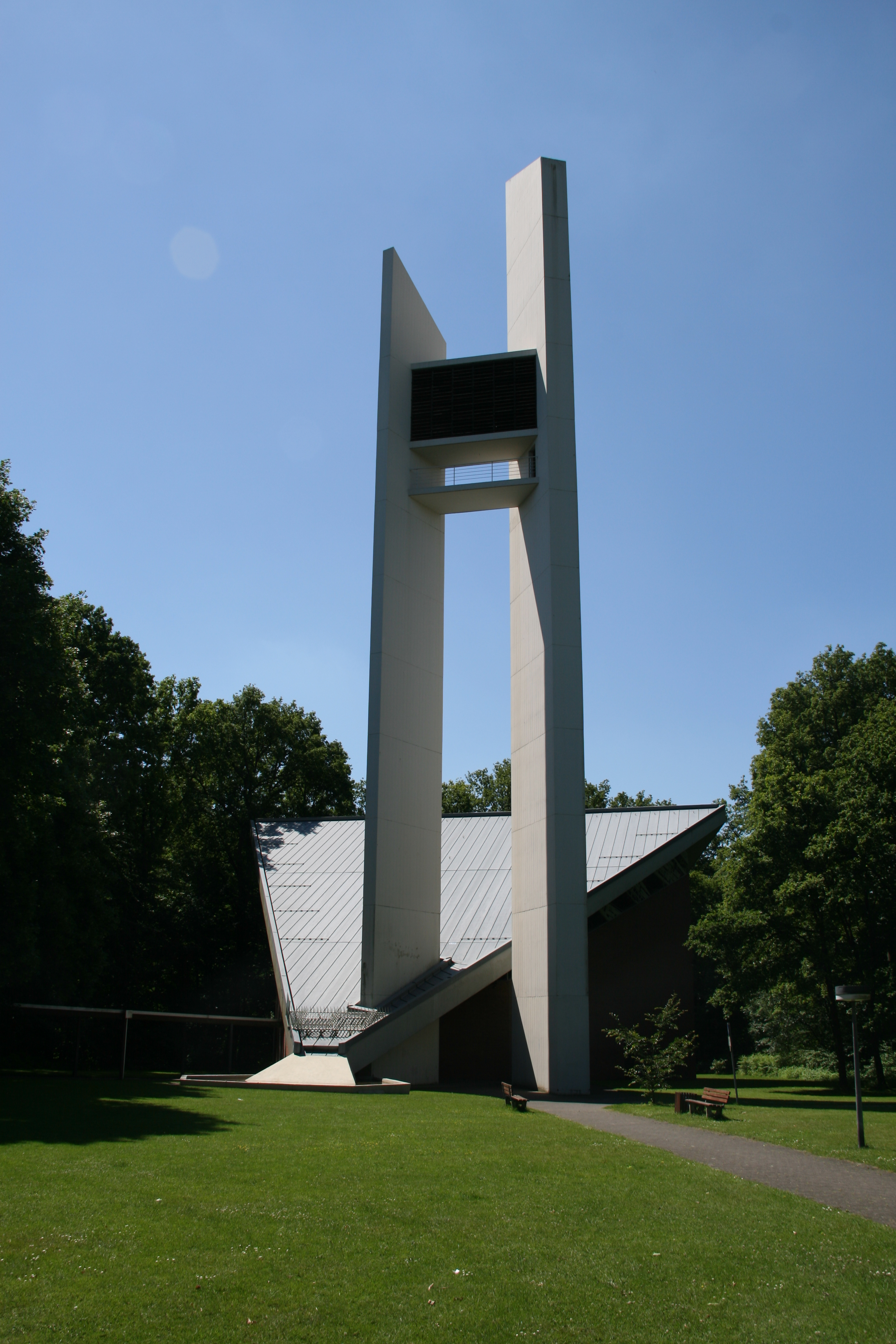
Jesus-Christus-Kirche, 1966,[1] Bielefeld-Sennestadt, Kirchturm aus zwei Pylonen (im technischen Sinn) und einer Glockenkammer

## Ingenieurwesen
In der modernen Bautechnik bezeichnet Pylon entweder Stützen im Sinne der Statik, die nur Druckkräfte aufnehmen, oder Rahmen, die überwiegend Druckkräfte aufnehmen. Sie sind zunächst um 1900 herum vor allem im modernen Brückenbau entwickelt worden und bilden dort die Pfeiler von Hänge- und Schrägseilbrücken. Die dort gewonnenen Erfahrungen wurden dann auf Gebäude übertragen, zunächst, um große Flächen konstruktiv zu überspannen (Hallendecken), dann auch z. B. im Hochhausbau, um hohe vertikale Lasten zu bewältigen. Dort sind es Tragbügelkonstruktionen, an denen die Stockwerke oder andere Nutzelemente eingehängt werden. Heute werden Pylone in nahezu allen Bereichen des Bauwesens eingesetzt, auch z. B. für niedrige Gebäude von geringer Ausdehnung.
Beispiele für ausgeführte Pylontragwerke sind etwa das Olympiadach in München oder die von zwei Pylonen getragene Europahalle in Karlsruhe. Die bekannteste Hängebrücke mit bis zu 227 m hohen Pylonen ist die Golden-Gate-Brücke in Kalifornien, als älteste Schwebefähre bzw. hängende Brücke gilt die 1893 eingeweihte Puente de Vizcaya oder Puente Colgante in Nordspanien, die Fußgängerbrücke und Tragkonstruktion für eine Hängefähre über den Fluss Nervión in einem ist.

## Rezeption
In der Science-Fiction-Serie Star Trek: Deep Space Nine werden die von einem Ring ausgehenden sechs armähnlichen Strukturen an der gleichnamigen Raumstation als Pylonen bezeichnet. Gedacht sind sie zum Andocken der Schiffe.